# Mehmet Uğur Tülümen
Mehmet Uğur Tülümen (* 20. September 1985 in Istanbul) ist ein türkischer Fußballspieler. Er spielt im rechten Mittelfeld oder auf Rechtsaußen. 

## Karriere

### Verein
Tülümen begann mit dem Vereinsfußball in der Jugend des Istanbuler Amateurvereins Doğan Güneşspor. 2002 wurden die Talentscouts Galatasaray Istanbuls auf ihn aufmerksam und holten ihn, mit einem Profivertrag ausgestattet, in ihre Jugendabteilung. Hier spielte er zweieinhalb Jahre lang ausschließlich für die Jugend- bzw. Reservemannschaft. Um ihm die Möglichkeit auf Spielpraxis in einer Profiliga zu geben, wurde er im Frühjahr 2005 an die damalige Zweitmannschaft Galatasarays, an Beylerbeyi SK, abgegeben. Hier spielte er die nächsten zweieinhalb Spielzeiten und wechselte dann zum Zweitligisten Gaziantep Büyükşehir Belediyespor. Bei diesem Verein spielte er eine Saison regelmäßig und wurde die zweite Saison an den Istanbuler Zweitligisten Güngören Belediyespor ausgeliehen. Zur Saison 2010/11 wechselte er dann samt Ablöse zu diesem Verein, der seinen Namen in der Zwischenzeit in Istanbul Güngörenspor geändert hatte.
Nachdem sein Verein den Klassenerhalt zum Sommer 2012 verpasst hatte, wechselte er innerhalb der Liga zum Süper-Lig-Absteiger Samsunspor. Diesen Verein verließ er bereits nach einer halben Spielzeit und ging zum Drittligisten Kızılcahamamspor.

### Nationalmannschaft
Während seiner Zeit bei Galatasaray Istanbul spielte Tülümen zweimal für die türkische U-18- und einmal für die türkische U-19-Nationalmannschaft.